# Championnat canadien de soccer 2016
Navigation
Édition précédente Édition suivante
Le Championnat canadien de soccer 2016 (officiellement appelé Championnat canadien Amway 2016), est la neuvième édition du Championnat canadien, un tournoi canadien de soccer organisé par l'Association canadienne de soccer. 
Le tournoi vise à déterminer le club qui participe au championnat continental des clubs de la CONCACAF : la Ligue des champions de la CONCACAF. La compétition se tient en 2016 dans les villes de Montréal, Toronto, Edmonton, Ottawa et Vancouver. Les trois équipes canadiennes de la MLS (l'Impact de Montréal, le Toronto FC et les Whitecaps de Vancouver) participent à ce championnat ainsi que le FC Edmonton et le Fury d'Ottawa, équipes de NASL (seconde division nord-américaine).
La Coupe des Voyageurs est remise au gagnant à l'issue du tournoi.

## Compétition

### Règlement
Depuis l'édition 2011, le championnat se déroule sous la forme de tournoi avec demi-finales et finale en match aller-retour avec match retour chez la meilleure tête de série. En revanche, l'ordre de réception des rencontres lors de la finale sera à la guise de l'équipe la mieux classée. Pour la troisième fois d'affilée, deux équipes de NASL sont présentes, le Fury d'Ottawa et le FC Edmonton, dans le cadre d'un tour préliminaire en rencontres aller-retour. L'ordre des rencontres est déterminé par le classement en ligue de chacune des équipes l'année précédente. Ainsi, les Vancouver Whitecaps sont classés numéro 1 (3e de MLS), l'Impact de Montréal est numéro 2 (7e de MLS) et le Toronto FC est numéro 3 (12e de MLS).
Encore une fois, l'équipe qui marquera le plus de buts sur les deux rencontres de la finale sera sacrée championne et obtiendra le droit de représenter le Canada à l'édition 2017-2018 de la Ligue des champions de la CONCACAF. Finalement, à la suite de la restructuration de cette dernière compétition, pour obtenir le droit de représenter le Canada à l'édition 2017-2018 de la Ligue des champions de la CONCACAF, le vainqueur du championnat 2016 affrontera le vainqueur du championnat 2017 lors d'un match de barrage pour déterminer qui sera le représentant canadien. Si une même équipe remporte les deux championnats, elle se qualifiera automatiquement.

### Tableau
|  | Tour préliminaire          | Tour préliminaire          | Tour préliminaire  | Tour préliminaire |                            |                            | Demi-finales       | Demi-finales       | Demi-finales       | Demi-finales       |  |  | Finale             | Finale             | Finale             | Finale             |
|  |                            |                            |                    |                   |                            |                            |                    |                    |                    |                    |  |  |                    |                    |                    |                    |
|  |                            |                            |                    |                   |                            |                            | 1er et 8 juin 2016 | 1er et 8 juin 2016 | 1er et 8 juin 2016 | 1er et 8 juin 2016 |  |  | 21 et 29 juin 2016 | 21 et 29 juin 2016 | 21 et 29 juin 2016 | 21 et 29 juin 2016 |
|  |                            |                            |                    |                   |                            |                            | 1er et 8 juin 2016 | 1er et 8 juin 2016 | 1er et 8 juin 2016 | 1er et 8 juin 2016 |  |  | 21 et 29 juin 2016 | 21 et 29 juin 2016 | 21 et 29 juin 2016 | 21 et 29 juin 2016 |
|  |                            |                            |                    |                   |                            |                            | 1er et 8 juin 2016 | 1er et 8 juin 2016 | 1er et 8 juin 2016 | 1er et 8 juin 2016 |  |  | 21 et 29 juin 2016 | 21 et 29 juin 2016 | 21 et 29 juin 2016 | 21 et 29 juin 2016 |
|  |                            |                            |                    |                   |                            |                            | 1er et 8 juin 2016 | 1er et 8 juin 2016 | 1er et 8 juin 2016 | 1er et 8 juin 2016 |  |  | 21 et 29 juin 2016 | 21 et 29 juin 2016 | 21 et 29 juin 2016 | 21 et 29 juin 2016 |
|  |                            |                            |                    |                   |                            |                            | 1er et 8 juin 2016 | 1er et 8 juin 2016 | 1er et 8 juin 2016 | 1er et 8 juin 2016 |  |  | 21 et 29 juin 2016 | 21 et 29 juin 2016 | 21 et 29 juin 2016 | 21 et 29 juin 2016 |
|  | (1) Whitecaps de Vancouver | (1) Whitecaps de Vancouver | 0                  | 3                 |                            |                            |                    |                    |                    |                    |  |  | 21 et 29 juin 2016 | 21 et 29 juin 2016 | 21 et 29 juin 2016 | 21 et 29 juin 2016 |
|  | (1) Whitecaps de Vancouver | (1) Whitecaps de Vancouver | 0                  | 3                 | 11 et 18 mai 2016          |                            |                    |                    |                    |                    |  |  | 21 et 29 juin 2016 | 21 et 29 juin 2016 | 21 et 29 juin 2016 | 21 et 29 juin 2016 |
|  |                            |                            | (4) Fury d'Ottawa  | (4) Fury d'Ottawa | 2                          | 0                          |                    |                    |                    |                    |  |  | 21 et 29 juin 2016 | 21 et 29 juin 2016 | 21 et 29 juin 2016 | 21 et 29 juin 2016 |
|  | Fury d'Ottawa              | Fury d'Ottawa              | (4) Fury d'Ottawa  | (4) Fury d'Ottawa | 2                          | 0                          | 3                  | 0                  |                    |                    |  |  | 21 et 29 juin 2016 | 21 et 29 juin 2016 | 21 et 29 juin 2016 | 21 et 29 juin 2016 |
|  | Fury d'Ottawa              | Fury d'Ottawa              | 1er et 8 juin 2016 |                   |                            |                            | 3                  | 0                  |                    |                    |  |  | 21 et 29 juin 2016 | 21 et 29 juin 2016 | 21 et 29 juin 2016 | 21 et 29 juin 2016 |
|  | FC Edmonton                | FC Edmonton                | 0                  | 2                 |                            |                            |                    |                    |                    |                    |  |  | 21 et 29 juin 2016 | 21 et 29 juin 2016 | 21 et 29 juin 2016 | 21 et 29 juin 2016 |
|  | FC Edmonton                | FC Edmonton                | 0                  | 2                 | (1) Whitecaps de Vancouver | (1) Whitecaps de Vancouver | 0                  | 2                  |                    |                    |  |  |                    |                    |                    |                    |
|  |                            |                            |                    |                   | (1) Whitecaps de Vancouver | (1) Whitecaps de Vancouver | 0                  | 2                  |                    |                    |  |  |                    |                    |                    |                    |
|  |                            |                            | (3) Toronto FC E   | (3) Toronto FC E  | 1                          | 1                          |                    |                    |                    |                    |  |  |                    |                    |                    |                    |
|  |                            |                            |                    |                   | 1                          | 1                          |                    |                    |                    |                    |  |  |                    |                    |                    |                    |
|  |                            |                            |                    |                   |                            |                            |                    |                    |                    |                    |  |  |                    |                    |                    |                    |
|  |                            |                            |                    |                   |                            |                            |                    |                    |                    |                    |  |  |                    |                    |                    |                    |
|  | (2) Impact de Montréal     | (2) Impact de Montréal     | 2                  | 0                 |                            |                            |                    |                    |                    |                    |  |  |                    |                    |                    |                    |
|  | (2) Impact de Montréal     | (2) Impact de Montréal     | 2                  | 0                 |                            |                            |                    |                    |                    |                    |  |  |                    |                    |                    |                    |
|  |                            |                            | (3) Toronto FC     | (3) Toronto FC    | 4                          | 0                          |                    |                    |                    |                    |  |  |                    |                    |                    |                    |
|  |                            |                            |                    |                   | 4                          | 0                          |                    |                    |                    |                    |  |  |                    |                    |                    |                    |
|  |                            |                            |                    |                   |                            |                            |                    |                    |                    |                    |  |  |                    |                    |                    |                    |
|  |                            |                            |                    |                   |                            |                            |                    |                    |                    |                    |  |  |                    |                    |                    |                    |
|  |                            |                            |                    |                   |                            |                            |                    |                    |                    |                    |  |  |                    |                    |                    |                    |
|  |                            |                            |                    |                   |                            |                            |                    |                    |                    |                    |  |  |                    |                    |                    |                    |

### Détail des matchs

#### Ronde préliminaire
| 11 mai 2016 | FC Edmonton                  | 0 - 3 | Fury d'Ottawa                                                  | Clarke Stadium, Edmonton                   |                                            |
| 19:00 UTC−6 | Ledgerwood 60e · Fordyce 75e |       | 13e Timbó · 31e Bailey · 69e Haworth · 74e Vered · 86e Olivera | Spectateurs : 3 000 Arbitrage : Alain Ruch | Spectateurs : 3 000 Arbitrage : Alain Ruch |
| 19:00 UTC−6 | Rapport                      |       |                                                                | Spectateurs : 3 000 Arbitrage : Alain Ruch | Spectateurs : 3 000 Arbitrage : Alain Ruch |

| 18 mai 2016 | Fury d'Ottawa                         | 0 - 2 | FC Edmonton                                          | Stade TD Place, Ottawa                           |                                                  |
| 19:30 UTC−4 | Steele 54e · Bailey 55e · Timbó 90+1e |       | 15e Diakité · 26e Corea · 38e Watson · 45e Eckersley | Spectateurs : 3 946 Arbitrage : Mathieu Bourdeau | Spectateurs : 3 946 Arbitrage : Mathieu Bourdeau |
| 19:30 UTC−4 | Rapport                               |       |                                                      | Spectateurs : 3 946 Arbitrage : Mathieu Bourdeau | Spectateurs : 3 946 Arbitrage : Mathieu Bourdeau |

#### Demi-finales
| 1er juin 2016 | Fury d'Ottawa                                                         | 2 - 0 | Whitecaps de Vancouver | Stade TD Place, Ottawa                       |                                              |
| 19:30 UTC−4   | Steele 3e · Obasi 16e · Paulo Jr. 41e · Haworth 63e · Eustáquio 90+2e |       |                        | Spectateurs : 9 057 Arbitrage : Yusri Rudolf | Spectateurs : 9 057 Arbitrage : Yusri Rudolf |
| 19:30 UTC−4   | Rapport                                                               |       |                        | Spectateurs : 9 057 Arbitrage : Yusri Rudolf | Spectateurs : 9 057 Arbitrage : Yusri Rudolf |

| 8 juin 2016 | Whitecaps de Vancouver                                     | 3 – 0 | Fury d'Ottawa                   | BC Place Stadium, Vancouver                   |                                               |
| 19:00 UTC−7 | Morales 3e (pen.) · Mezquida 20e · Rivero 52e · Parker 67e |       | 2e Rafael Alves · 73e de Guzmán | Spectateurs : 17 863 Arbitrage : Geoff Gamble | Spectateurs : 17 863 Arbitrage : Geoff Gamble |
| 19:00 UTC−7 | Rapport                                                    |       |                                 | Spectateurs : 17 863 Arbitrage : Geoff Gamble | Spectateurs : 17 863 Arbitrage : Geoff Gamble |

| 1er juin 2016 | Toronto FC                                                   | 4 - 2 | Impact de Montréal                         | BMO Field, Toronto                            |                                               |
| 19:30 UTC−4   | Osorio 13e 34e · Hamilton 60e 80e · Lovitz 84e · Irwin 90+1e |       | 45+2e Bernier · 86e Salazar · 90+1e Drogba | Spectateurs : 22 143 Arbitrage : David Gantar | Spectateurs : 22 143 Arbitrage : David Gantar |
| 19:30 UTC−4   | Rapport                                                      |       |                                            | Spectateurs : 22 143 Arbitrage : David Gantar | Spectateurs : 22 143 Arbitrage : David Gantar |

| 8 juin 2016 | Impact de Montréal                    | 0 - 0 | Toronto FC   | Stade Saputo, Montréal                           |                                                  |
|             | Drogba 50e · Ontivero 60e · Oduro 88e |       | 45e Zavaleta | Spectateurs : 18 964 Arbitrage : Silviu Petrescu | Spectateurs : 18 964 Arbitrage : Silviu Petrescu |
|             | Rapport                               |       |              | Spectateurs : 18 964 Arbitrage : Silviu Petrescu | Spectateurs : 18 964 Arbitrage : Silviu Petrescu |

#### Finale
| 21 juin 2016 | Toronto FC   | 1 - 0 | Whitecaps de Vancouver | BMO Field, Toronto                                |                                                   |
|              | Giovinco 43e |       | 64e Bolaños            | Spectateurs : 20 011 Arbitrage : Mathieu Bourdeau | Spectateurs : 20 011 Arbitrage : Mathieu Bourdeau |
|              | Rapport      |       |                        | Spectateurs : 20 011 Arbitrage : Mathieu Bourdeau | Spectateurs : 20 011 Arbitrage : Mathieu Bourdeau |

| 29 juin 2016 | Whitecaps de Vancouver                              | 2 - 1 | Toronto FC    | BC Place Stadium, Vancouver |                      |
|              | Watson 32e · Mezquida 47e · Manneh 62e · Parker 68e |       | 90+5e Johnson | Spectateurs : 19 376        | Spectateurs : 19 376 |
|              | Rapport                                             |       |               | Spectateurs : 19 376        | Spectateurs : 19 376 |